# Constantia (Cidade do Cabo)

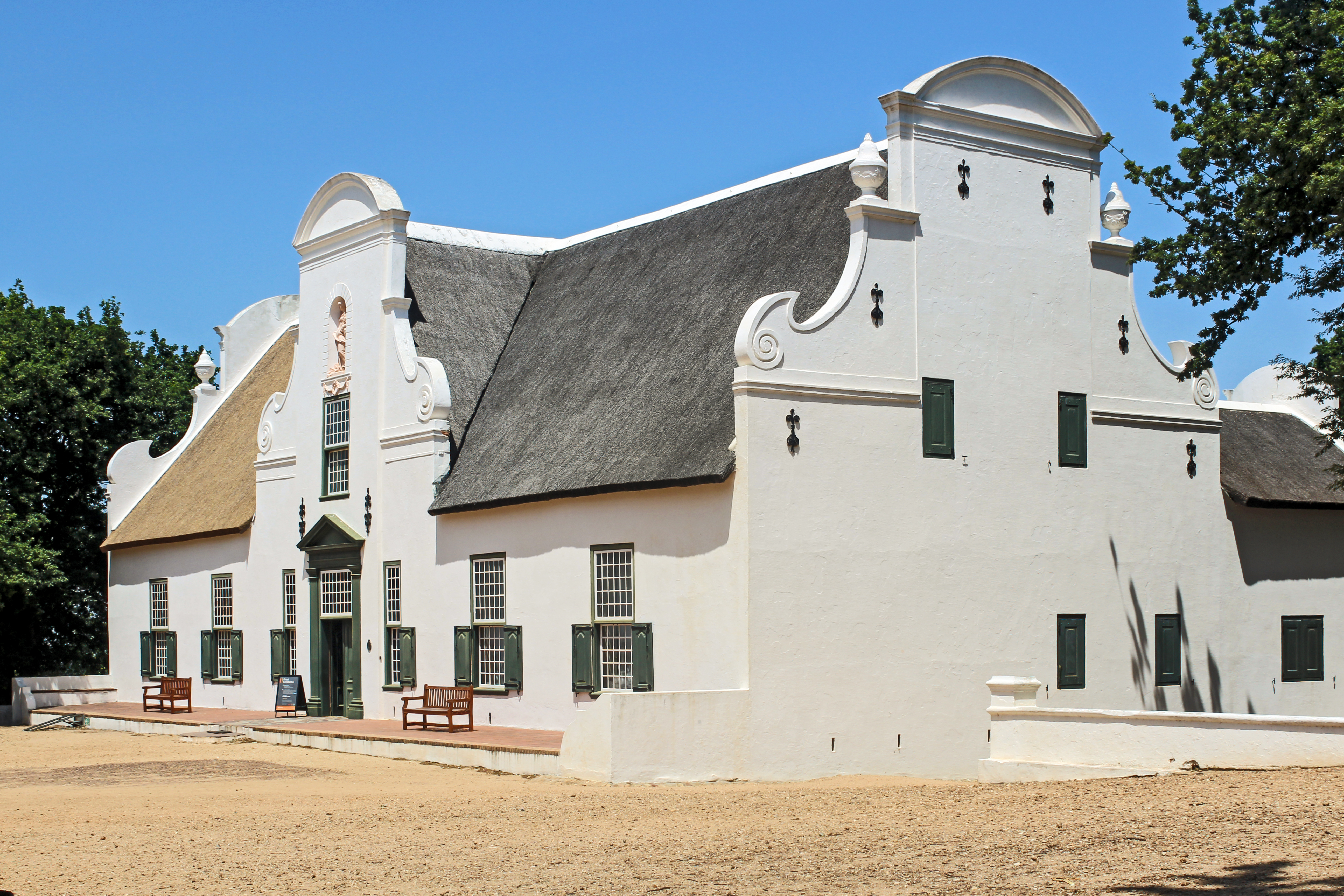
Groot Constantia

Constantia é um distrito da Cidade do Cabo, África do Sul. Está localizado no vale de Constantia e a leste de uma montanha chamada Constantiaberg.